# Ricardo Martins Pereira
Ricardo Martins Pereira, meglio noto come Ricardinho (San Paolo, 21 maggio 1986), è un ex calciatore brasiliano naturalizzato equatoguineano, di ruolo attaccante.

## Carriera

### Club
Ha giocato tra la seconda e la quarta divisione brasiliana.

### Nazionale
Tra il 2012 e il 2013 ha giocato 4 partite con la nazionale equatoguineana, realizzandovi anche una rete.

## Statistiche

### Cronologia presenze e reti in nazionale
| Cronologia completa delle presenze e delle reti in nazionale ― Guinea Equatoriale | Cronologia completa delle presenze e delle reti in nazionale ― Guinea Equatoriale | Cronologia completa delle presenze e delle reti in nazionale ― Guinea Equatoriale | Cronologia completa delle presenze e delle reti in nazionale ― Guinea Equatoriale | Cronologia completa delle presenze e delle reti in nazionale ― Guinea Equatoriale | Cronologia completa delle presenze e delle reti in nazionale ― Guinea Equatoriale | Cronologia completa delle presenze e delle reti in nazionale ― Guinea Equatoriale | Cronologia completa delle presenze e delle reti in nazionale ― Guinea Equatoriale |
| Data                                                                              | Città                                                                             | In casa                                                                           | Risultato                                                                         | Ospiti                                                                            | Competizione                                                                      | Reti                                                                              | Note                                                                              |
| --------------------------------------------------------------------------------- | --------------------------------------------------------------------------------- | --------------------------------------------------------------------------------- | --------------------------------------------------------------------------------- | --------------------------------------------------------------------------------- | --------------------------------------------------------------------------------- | --------------------------------------------------------------------------------- | --------------------------------------------------------------------------------- |
| 14-10-2012                                                                        | Malabo                                                                            | Guinea Equatoriale                                                                | 2 – 1                                                                             | RD del Congo                                                                      | Qual. Coppa d'Africa 2013                                                         | 1                                                                                 |                                                                                   |
| 24-3-2013                                                                         | Malabo                                                                            | Guinea Equatoriale                                                                | 0 – 3                                                                             | Capo Verde                                                                        | Qual. Mondiali 2014                                                               | -                                                                                 | 67’                                                                               |
| 5-6-2013                                                                          | Bata                                                                              | Guinea Equatoriale                                                                | 0 – 1                                                                             | Togo                                                                              | Amichevole                                                                        | -                                                                                 |                                                                                   |
| 8-6-2013                                                                          | Praia                                                                             | Capo Verde                                                                        | 3 – 0                                                                             | Guinea Equatoriale                                                                | Qual. Mondiali 2014                                                               | -                                                                                 | 56’                                                                               |
| Totale                                                                            |                                                                                   | Presenze                                                                          | 4                                                                                 |                                                                                   | Reti                                                                              | 1                                                                                 |                                                                                   |

## Palmarès

### Club

#### Competizioni statali
- Copa Paulista: 1

São Bernardo: 2013

#### Competizioni nazionali
- Campeonato Brasileiro Série C: 1

Boa Esporte: 2016